# Jessica Marais
Jessica Marais (Johannesburg, 29 gennaio 1985) è un'attrice e modella sudafricana naturalizzata australiana.

## Biografia
Esordisce come modella a Parigi nel 2004 successivamente intraprende la carriera di recitazione trasferendosi a Londra, tra i suoi ruoli più importanti Packed to the Rafters e la serie televisiva Love Child.

## Filmografia parziale

### Cinema
- Two Fists, One Heart, regia di Shawn Seet (2008)
- Needle , regia di John V. Soto (2010)
- Zucchero! That Sugar Film (That Sugar Film), regia di Damon Gameau (2014)

### Televisione
- La spada della verità (Legend of the Seeker) – serie TV, 4 episodi (2009-2010)
- Packed to the Rafters – serie TV, 75 episodi (2008-2013)
- Magic City – serie TV, 16 episodi (2012-2013)
- Carlotta – film TV, regia di Samantha Lang (2014)
- Love Child – serie TV, 8 episodi (2014-2017)